# Albert Ramdin
Albert Ramchand Ramdin GCRB (Paramaribo, 27 de fevereiro de 1958) é um geógrafo social, político e diplomata surinamês que serviu como ministro das Relações Exteriores do Suriname durante o governo do presidente Chan Santokhi, desde 16 de julho de 2020. Ele é membro do Partido da Reforma Progressista (VHP). Foi diplomata até 2015 e foi, entre outras funções, Secretário-Geral Adjunto da Organização dos Estados Americanos (OEA). Em março de 2025, foi eleito para servir como Secretário-Geral da OEA para o mandato de 2025-2030, cargo que ele ocupa desde 26 de maio de 2025.

## Infância e educação
Ramdin nasceu no antigo distrito de Suriname e cursou o ensino secundário na capital, Paramaribo.  Após concluir o ensino médio, mudou-se para os Países Baixos, onde estudou geografia social na Universidade de Amsterdã e na Universidade Livre de Amesterdã.

## Vida profissional
Em 1991, Ramdin tornou-se Diretor da Agência de Desenvolvimento HIMOS em Oegstgeest, nos Países Baixos. Em 1997, foi nomeado Embaixador e Representante Permanente junto à Organização dos Estados Americanos (OEA) para o Suriname.
Em 1999, tornou-se Secretário-Geral Adjunto para Relações Exteriores e Comunitárias da Comunidade do Caribe (CARICOM). Em 2001, tornou-se assessor político do Secretário-Geral da OEA. Em 7 de junho de 2005, Ramdin foi eleito Secretário-Geral Adjunto da Organização dos Estados Americanos, tendo tomado posse em 19 de julho de 2005., permanecendo no cargo até julho de 2015.
Em agosto de 2015, ele retornou ao Suriname, onde trabalhou como assessor do Ministério das Relações Exteriores. No mesmo mês foi nomeado pela ministra Niermala Badrising como Embaixador Geral.  Em abril de 2016, Ramdin começou a trabalhar para a empresa americana de mineração de ouro Newmont, permanecendo no cargo até 2020.
Em dezembro de 2022, foi agraciado com a Grã-Cruz da Ordem de Rio Branco pelo governo brasileiro, em cerimênia conduzida pelo então Vice-Presidente da República, Hamilton Mourão, e pelo então Ministro das Relações Exteriores do Brasil, Carlos França.

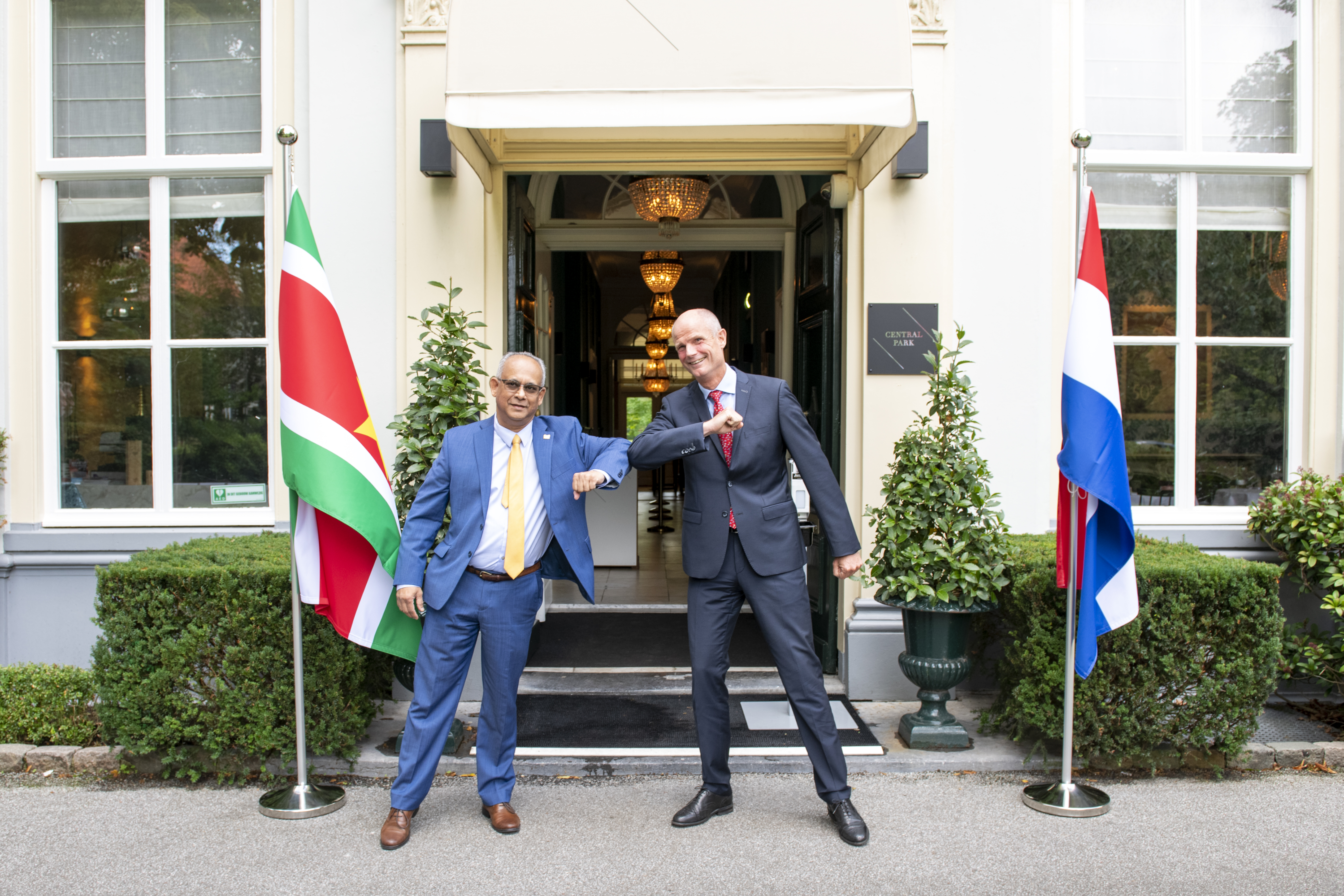
Reunião de Ramdin com o Ministro das Relações Exteriores dos Países Baixos, Stef Blok, em agosto de 2020.

### Ministro das Relações Exteriores
Em 16 de julho de 2020, Ramdin tornou-se Ministro das Relações Exteriores, Negócios Internacionais e Cooperação Internacional no gabinete de Chan Santokhi. Em agosto de 2020, ele foi o primeiro membro do governo surinamês em dez anos a fazer uma visita oficial aos Países Baixos.

### Outras funções
Entre 2022 e 2024 presidiu o Conselho de Desenvolvimento e Cooperação do Caribe da Comissão Econômica para a América Latina e o Caribe (ONU-CEPAL) e entre agosto de 2023 e agosto de 2024 presidiu o Conselho Executivo da Associação dos Estados do Caribe (AEC).

### Candidatura a Secretário-Geral da Organização dos Estados Americanos
No início de 2025, Ramdin apresentou sua candidatura para suceder Luis Almagro como Secretário-Geral da OEA.  Ramdin contava com o apoio de, entre outros países, Bolívia, Brasil, Chile, Colômbia e Uruguai, que visavam impedir a eleição de Rubén Ramírez, ministro das Relações Exteriores do Paraguai, considerado alguém próximo ideologicamente do presidente dos Estados Unidos, Donald Trump. Ramdin foi eleito para um mandato de cinco anos em 10 de março de 2025.